# Cocoșatul
Cocoșatul (în franceză Le Bossu) este un roman de capă și spadă al scriitorului Paul Féval tatăl. Este format din două volume; Micul parizian (Le Petit Parisien) și Cavalerul de Lagardère (Le Chevalier de Lagardère). A fost prima dată publicat în foileton la Paris în 1858. Pe baza unor evenimente reale, povestea este plasată în Franța în două perioade distincte, în 1699 și 1717, și încorporează personaje istorice reale, cum ar fi Filip al II-lea, Duce de Orléans, Regent al Franței. 

## Prezentare
„Si tu ne viens pas à Lagardère, Lagardère ira à toi! („Dacă tu nu vii la Lagardère, Lagardère va veni la tine”)”
Acesta este promisiunea pe care o face aventurierul Lagardère către răufăcătorul prinț de Gonzague, care a plănuit să ucidă fiica și să profite de averea Ducelui de Nevers. În primul volum, Le Petit Parisien, Prințul de Gonzague îl ucide pe Ducele de Nevers. Henri Lagardère o salvează pe fiica lui Nevers, Aurore și o crește în exil, unde se împrietenește cu o fată țigăncă pe nume Flor. Al doilea volum, Le Chevalier de Lagardère, descrie triumful lui Lagardère asupra Prințului de Gonzagu
 

## Influență
Romanul Cocoșatul este unul dintre o serie de lucrări precum Cei trei muschetari (1844) care a ajutat la definirea genului romanului de capă și spadă.
Unele fragmente (ca de exemplu ultimul capitol „Mărturisire publică”) au fost rescrise de fiul acestuia, Paul Féval, astfel încât acesta să scrie o continuare, seria Lagardère (Aventurile cavalerului Lagardere).

## Traduceri (selecție)
- Cocoșatul, Editura Tineretului, col. Aventura, 1964. Traducător: I. Igirosianu
- Cocoșatul sau micul parizian, Editura Cartea Românească, 1976. Traducător: Sofia Marian și Ben Marian
- Cocoșatul, Editura Garamond, col. Biblioteca Garamond, 1992. Traducător: I. Igirosianu. Ediție prescurtată.[2]

## Adaptări
- Cocoșatul (Le Bossu ou le Petit Parisien, 1925), film francez de Jean Kemm
- Cocoșatul (Le Bossu, 1944), film francez de Jean Delannoy
- Cocoșatul (Le Bossu, 1959), film francez de André Hunebelle
- Cocoșatul (Le Bossu, 1997), film francez de Philippe de Broca

## Legături externe
- Jolas, Claudine. Le Bossu, de Paul Féval: Étude d'un roman populaire.
- Le Bossu, audio version